# Carlos Figueroa
Carlos Fernando Figueroa (né le 19 avril 1980 à Guatemala City au Guatemala) est un joueur de football international guatémaltèque, qui évolue au poste de milieu de terrain.

## Biographie

### Carrière en sélection
Avec l'équipe du Guatemala, il joue 56 matchs (pour 6 buts inscrits) entre 2003 et 2013. 
Il figure notamment dans le groupe des sélectionnés lors des Gold Cup de 2005, de 2007 et de 2011.

## Palmarès
- Champion du Guatemala en 2004 (A), 2005 (C), 2005 (A), 2006 (C), 2006 (A), 2008 (C) et 2010 (C) avec le Deportivo Municipal
- Champion du Guatemala en 2012 (C) avec le Xelaju MC
- Champion du Guatemala en 2012 (A), 2013 (C), 2013 (A), 2014 (C) avec le Deportivo Comunicaciones